# Pierre Gilles (storico)
Pierre Gilles (1571 – 1646) è stato uno storico svizzero e pastore della chiesa riformata della Torre nella Valle di Lucerna.
Nell'opera Histoire ecclesiastique des Églises Reformées recueillies en quelques Vallées de Piedmont, autrefois appelées Églises Vaudoises del 1644 studiò la storia dei Valdesi in Italia, attribuendo a questo gruppo religioso l'origine dell'isola linguistica della Daunia arpitana.

## Opere
- Histoire ecclesiastique des Églises Reformées recueillies en quelques Vallées de Piedmont, autrefois appelées Églises Vaudoises de l'an 1160 au 1643 [1ª edizione 1644], ristampa anastatica, Pinerolo, Chiantore & Mascarelli, 1881. ISBN 9781120594204 (OpenLibrary.org)
- Gli cento cinquanta sacri salmi, con gli dieci comandamenti di Dio, l'oratione dominicale, il simbolo apostolico, et il cantico di Simeone ridutti in rime volgari Italiane, nel modo, e per le cause nel proemio proposte da Pietro Gillio Pastore della Chiesa Riformata della Torre nella Valle di Lucerna. In Geneva : Per Gio. di Tornes, 1644.